# Aeshna persephone
Aeshna persephone – gatunek ważki z rodzaju Aeshna i rodziny żagnicowatych. Występuje w Stanach Zjednoczonych (Arizona, Kolorado, Nowy Meksyk, Teksas i Utah) oraz w Meksyku (Chihuahua, Nayarit). Rozwija się w zacienionych strumieniach, płynących dnem pustynnych kanionów.